# Polsat Rodzina
Polsat Rodzina è una rete televisiva generalista polacca gestita e di proprietà di Cyfrowy Polsat che trasmette in lingua polacca.